# Trauma acústico
Un trauma acústico es la exposición a ruidos altamente fuertes, los cuales dan paso a una afección en todo el sistema auditivo, es decir, los mecanismos que presenta el oído interno, específicamente el órgano de Corti se verán afectados y como consecuencia existirá una lesión o una pérdida de audición.

## Introducción
Tanto el oído medio como el oído interno estarán protegidas por la membrana del tímpano. Las señales producidas son enviadas en forma de vibraciones al cerebro. Cuando existe un trauma acústico es por la falla de transmisión de las vibraciones lo que producirá una pérdida de audición. Cuando se da un sonido altamente fuerte la afección será en el odio interno el cual producirá una variación en el umbral lo que puede tener como consecuencia una hipoacusia.
Para que exista riesgo de tener un trauma acústico las personas deben estar expuestas a ruidos de más de 85 dB, las personas más propensas a esta lesión son las que trabajan en empresas telefónicas ya que la gran mayoría de tiempo pasan brindando una adecuada atención al cliente mediante la utilización de audífonos lo que conlleva a que ellos son las personas más vulnerables.
En países como Estados Unidos aproximadamente 35 millones de personas son expuestas a ruidos muy fuertes lo que conlleva a que también sean propensos a un trauma acústico, en este país existen normas y una de las ventajas de estas es que se da protección a los obreros de empresas en las que existen condiciones no aptas para un buen desempeño laboral. En cambio, en otros países como por ejemplo en Colombia y más específicamente en Bogotá no existen precauciones para prevenir este tipo de lesión ya que los aviones sobrevuelan la ciudad sin ningún tipo de precaución hacia los habitantes.

## Clasificación
Los traumas acústicos se pueden clasificar de dos formas: por el tiempo de latencia del trauma acústico en el individuo y según el grado marcado en la audiometría.

### Traumas Acústicos por el tiempo de latencia
El trauma acústico se clasifica en dos tipos, teniendo en cuenta el grado de intensidad del ruido y el tiempo de exposición a este. Los dos tipos son:
- Agudo: Esta afección es la consecuencia de un solo ruido fuerte, intenso y de corta duración que supera los 115 decibeles, por ejemplo, una explosión. Este trauma acústico puede afectar a un oído o a ambos simultáneamente, es decir puede ser unilateral o bilateral respectivamente, sin embargo, esta afección auditiva es de carácter reversible y desaparece al cabo de algunas horas o tal vez días.[5]

- Crónico: La afección que se produce en este tipo de trauma acústico es prolongada, aunque la intensidad del ruido que la provoca sea menor en comparación al intenso y fuerte del que causa el trauma acústico agudo. La pérdida auditiva es progresiva, bilateral y simétrica, desarrollándose más a medida que aumenta la edad del afectado como consecuencia subyacente de la exposición al ruido ambiental. Los trabajadores industriales que constantemente están usando maquinaria que produce demasiado ruido padecen de esta afección, al igual que aquellas personas que pasan demasiado tiempo usando audífonos a un volumen por encima de lo sugerido.[5]

### Traumas Acústicos según el grado que marca la audiometría
La audiometría es una técnica utilizada para el diagnóstico de la hipoacusia producida por una trauma acústico y acorde a la medición que esta realiza, los traumas acústicos se pueden clasificar en cuatro grados:
- Trauma acústico de Primer Grado: Existe una baja de 20-30 decibeles con un nivel de frecuencia de 4000Hz, sin embargo, todas las palabras logran ser captadas y escuchadas por el paciente, es decir, aún no existe un compromiso de la capacidad auditiva.[6] En algunos casos se puede escuchar tinnitus.

- Trauma acústico de Segundo Grado: Existe una baja de 40 decibeles, existiendo un compromiso de la capacidad auditiva, pues el afectado presenta dificultad para escuchar y asimilar algunas palabras.[6] Se perciben tinnitus.

- Trauma acústico de Tercer Grado: La baja es de 60 decibeles. Este grado se caracteriza por la aparición de zumbidos intensos y una intolerancia a los ruidos dificultando el entendimiento de las palabras. Las frecuencias caen de 2000Hz y 800Hz en el audiograma.[6] El tinnitus se percibe más fuerte.

- Trauma acústico de Cuarto Grado: Sobrepasa los 60 decibeles en adelante y en la sintomatología del paciente se experimenta vértigo cuando se camina o simplemente se está de pie, acompañando de la inestabilidad que produce el tinnitus intolerable en los oídos. La severidad de la dificultad para entender las palabras es bastante grave.[6]

## Causas
Los traumas acústicos derivan directamente como una causa de la hipoacusia sensorial e implican un daño en los mecanismos auditivos del oído interno debido a muchos factores que, en resumen, significan la exposición a ruidos demasiado potentes que tendrán consecuencias de carácter severo y grave que involucrarán la capacidad y salud auditiva.
En muchas ocasiones el oído humano se ve expuesto a ruidos que pueden desencadenar en el desarrollo de un trauma acústico, y estas ocasiones son actividades que una persona realiza periódicamente como asistir a eventos en donde los decibelios del sonido son muy elevados e incluso en los suburbios en donde el ruido del tráfico siempre está presente. Una explosión o disparo de un arma de fuego cerca del pabellón auricular, son causas directas del posible desarrollo de un trauma acústico ya sea agudo, cuando la persona experimenta enseguida un periodo de capacidad auditiva reducida, o crónico, cuando el trauma con el tiempo no desaparece sino que es progresivo y latente.
Son causas también de una hipoacusia sensorial que desencadenará en un trauma acústico la exposición prolongada al ruido de maquinaria ruidosa o el uso constante de audífonos o altavoces a su máxima capacidad para escuchar música.
El oído es uno de los órganos más delicados del cuerpo y que al dañarse no tiene regeneración propia, lamentablemente, muchas autoridades médicas o educativas no dan la importancia debida para concientizar a la población sobre su cuido, por ejemplo el peligro que los jóvenes escuchen música muy alta (aunque sea por poco tiempo), o que trabajadores no usen la protección adecuada para cuidarse del ruido laboral.

## Traumas acústicos en la práctica médica

### Diagnóstico
Los médicos continuamente van a sospechar de la presencia de un trauma acústico si hay la existencia de hipoacusia después de estar en un ambiente donde existe gran variedad de ruidos. Los exámenes físicos determinarán con precisión si el tímpano ha sufrido algún daño.
Uno de estos exámenes es la audiometría que se refiere a la medición de la sensibilidad de los órganos del oído en diferentes frecuencias de sonido.  Solo los exámenes otológicos y audiómetros son los que pueden definir un diagnóstico seguro y preciso. Se ha determinado que en Colombia el estado del nivel cultural que poseen los obreros se encuentra en un déficit muy alto, Los daños auditivos pasan sin reconocerse a tiempo y solo se detectan cuando la sordera es grave y ha causado daños fuertes como el perturbar la comunicación es decir interferir en el lenguaje. Este grupo de personas va a carecer la oportunidad de oír música, asistir a conciertos, teatros, cines, por lo que para ellos es difícil llevar una vida social normal, al no poder comunicarse activamente con las personas que los rodean, todas estas son situaciones en las que los mecanismos auditivos son esenciales y se les hace complejas o imposibles de realizar. 
El estudio permanente de los medios culturales es lo que nos ayuda a identificar a los grupos de personas que tienen problemas acústicos o los que son sanos (oyentes). Al existir un pobre nivel cultural se aísla de un control y cuando se diagnostica la sordera el proceso suele estar muy avanzado. No ocurre lo mismo con las personas que se encuentran practicando a diario la comunicación social, como son los gerentes de empresas y profesionales, que al mínimo signo de pérdida auditiva se realizan un control; además ellos se encuentran en una mejor capacidad de entrar en un tratamiento oportuno y tener mejores cuidados. 
Existen algunos casos en el que el ruido en el oído es un signo de daño acústico es decir una señal de alarma; pero solo la realización de la audiometría nos puede confirmar la existencia de un daño acústico. Por lo que debería ser obligatorio para los trabajadores de empresas realizarse los exámenes otológicos y darle mucha importancia, así como al examen serológico, el pulmonar o el visual: debe realizarse mínimo una audiometría tonal pura. Es de vital importancia que los trabajadores que estén constantemente expuestos a ruidos tengan un control periódico de su audición.

### Sintomatología
Uno de los síntomas que se considera como más importante del traumatismo acústico es la pérdida de la audición. Existen muchos casos, es por eso que los audiólogos advierten que, en un primer momento, los pacientes escuchan con dificultad los sonidos de alta frecuencia, en el trauma acústico crónico es bastante específica la pérdida inicial bilateral a 4 kHz en la audiometría. Quizá el síntoma más común que señala el inicio de un traumatismo acústico son los acúfenos. Un acúfeno es un zumbido que aturde a la persona puede percibirse en un oído o en ambos a la vez y hasta en la cabeza.
Los síntomas son consecuencia de las fuertes contracciones musculares que se producen en el oído medio tras la exposición a un intenso ruido. Asimismo, un traumatismo acústico puede provocar desgarros en la membrana del oído interno. Otro síntoma muy frecuente e importante es la hipoacusia parcial que generalmente involucra la exposición a sonidos de tono alto. La hipoacusia puede empeorar lentamente con el pasar del tiempo.
Las personas que padecen de un traumatismo acústico pueden experimentar los siguientes síntomas:
- Dolor de cabeza
- Tinnitus o acúfenos
- Dolor de oídos
- Náuseas
- Dolor mandibular y de cuello
- Percepción de sonidos huecos o fluctuantes en el oído
- Problemas de equilibrio
- Ansiedad
- Hipersensibilidad
- Cansancio

### Tratamiento
El principal objetivo del tratamiento es proteger el oído de un daño mayor es decir que se debe actuar de forma inmediata. Hay muchas posibles medidas preventivas y métodos de tratamiento que podrían ayudar en casos de trauma acústico, pero es posible que la hipoacusia no sea curable. Oxigenoterapia hiperbárica es un tratamineto para cuando el caso es de extrema gravedad. En ocasiones también el paciente puede necesitar la reparación del tímpano. 
Para reducir el daño en el oído el paciente puede hacer uso de un audífono que puede ayudarle con la comunicación. El paciente también puede aprender habilidades para enfrentar esto, como la lectura de labios. Cuando una persona está expuesta a una intensidad de sonido muy fuerte o demasiado alta debe usar protectores que se colocan en el conducto auditivo externo, sin que produzcan molestias o irritaciones del conducto. Esto será de mucha ayuda ya que los protectores impiden que el sonido llegue al oído con una intensidad alta que pueda provocar algún tipo de trauma acústico.